# Koéna
Koéna är en ort i Burkina Faso.   Den ligger i regionen Boucle du Mouhoun, i den centrala delen av landet, 170 km väster om huvudstaden Ouagadougou. Koéna ligger 286 meter över havet och antalet invånare är 1 013.
Terrängen runt Koéna är platt. Runt Koéna är det ganska glesbefolkat, med 43 invånare per kvadratkilometer.. Närmaste större samhälle är Nanou, 13,4 km söder om Koéna.
Omgivningarna runt Koéna är en mosaik av jordbruksmark och naturlig växtlighet.